# Donovan
Donovan (nacido Donovan Phillips Leitch en Maryhill, Glasgow, el 10 de mayo de 1946) es un cantautor, poeta y guitarrista escocés. Emergió a mediados de los años sesenta como cantante folk, lo que le valió ser llamado el Bob Dylan británico, pero pronto se desató de esa etiqueta convirtiéndose en uno de los mayores representantes de la psicodelia de mediados y finales de los sesenta, con un estilo único y muy personal.

## 1964-1965: cantante folk
Aunque las primeras grabaciones son de 1964, Donovan saltó a la fama en el Reino Unido a principios de 1965, gracias en parte a sus apariciones en el popular programa de televisión británico Ready Steady Go!. Firmó con Pye Records y publicó en 1965 sus dos primeros álbumes, de sonido folk, What's Bin Did and What's Bin Hid y Fairytale, que obtuvieron muy buenas ventas gracias en parte al éxito de algunos sencillos como Catch The Wind, Colours o Universal Soldier. El sonido de Donovan en esos discos, aunque familiar al del Dylan primerizo, tiene toques muy personales, en parte gracias a la temática de sus letras, a su peculiar voz y a su depurada técnica guitarrista, más avanzada entonces que la de Dylan.

## 1966-1969: psicodelia
Tras obtener un notable éxito con sus dos primeros trabajos, Donovan decidió crear su propio camino y buscar un sonido más personal, como se puede apreciar en el sencillo de 1966 Turquoise. En ese mismo año comenzó su colaboración con el productor Mickie Most, con el que publicaría algunos de sus mejores trabajos, como Sunshine Superman (1966), un álbum clave de esa década.
Pero no todo eran buenas noticias para Donovan. A mediados de 1966 estuvo unos días en prisión tras ser arrestado por posesión de marihuana, convirtiéndose en el primer artista británico arrestado por asuntos de drogas. A pesar de ello, hubo referencias a las mismas en sus dos siguientes álbumes, como por ejemplo al LSD en Sunshine Superman.
Tras ese pequeño incidente, Donovan mantuvo el creciente éxito de Sunshine Superman con el siguiente álbum, Mellow Yellow, publicado en 1967.
El 17 de noviembre de 1967 Donovan ofreció un legendario concierto en el Anaheim Convention Center de California que sería grabado y publicado al año siguiente con el título Donovan in Concert. Sin embargo, el concierto íntegro no saldría publicado hasta casi 40 años más tarde, en 2006, en el doble CD Donovan In Concert: The Complete 1967 Anaheim Show. Para la actuación, el escenario fue decorado con más de dos mil flores, lo que le supuso a Donovan la etiqueta de líder del movimiento flower power.
El repertorio del concierto se centraba en las canciones de los álbumes Sunshine Superman y Mellow Yellow e incluso alguna canción inédita hasta el momento como Preachin' Love (su canción más decididamente jazzy, con largos momentos de improvisación del batería y saxofonista) o temas de lo que sería su siguiente álbum, el ambicioso doble LP A Gift From a Flower to a Garden (el regalo de una flor a un jardín).
Donovan no dejaría de componer en ningún momento. Poco después de salir publicado A Gift From a Flower to a Garden, viajaría a la India, muy interesado en el misticismo de Oriente, y pasó unas cuantas semanas en Rishikesh, en compañía de los Beatles, Mia Farrow, Mike Love y el Majarishi Majesh Iogui (a quien ubicaría en la foto de contratapa de A Gift From a Flower to a Garden).
Tal y como dijo Paul McCartney en una entrevista de la época, durante esa convivencia Donovan le enseñó a él y a John Lennon diversos métodos de fingerpicking para guitarra, que los dos compositores de The Beatles usarían en algunas canciones de su White Album (como Blackbird, o las lennonianas Dear Prudence y Julia).
Durante la estancia en la India, Donovan escribió parte del material que formaría su siguiente álbum, The Hurdy Gurdy Man, que se publicó en octubre de ese mismo año y se convertiría en uno de sus mejores trabajos. En el disco predominan sonidos propios de la música india y claras referencias al budismo zen, del que Donovan es practicante, y que sería la temática dominante en algunos álbumes posteriores, en especial en Sutras (1996).
Tras el éxito del álbum The Hurdy Gurdy Man, cuyo sencillo homónimo alcanzó el puesto n.º 4 en el Reino Unido y el n.º 5 en Estados Unidos, Donovan dio otra gira por los Estados Unidos en verano de 1968. Luego, el siguiente sencillo de Donovan, el himno Atlantis, que fue publicado en el Reino Unido en noviembre alcanzó el puesto n.º 23 en las listas. Dos detalles interesantes respecto a los temas  The Hurdy Gurdy Man y Atlantis es que, a lo largo de los años, se ha dicho que en el primero la guitarra fue tocada por Jimmy Page y que en el último participa Paul McCartney en los coros y la pandereta, pero ambas presunciones han sido desmentidas, en el primer caso por John Paul Jones y el mismo Jimmy Page, y en el segundo por el propio Donovan.
A principios de 1969 salió otro sencillo en Estados Unidos que tuvo un éxito moderado, la antibelicista To Susan On The West Coast Waiting, con Atlantis en la cara B. Sin embargo, con el paso del tiempo Atlantis se convertiría en un gran éxito en varios países, a pesar de su larga introducción hablada y su duración de más de cuatro minutos. La canción alcanzaría un revival casi cuarenta años más tarde cuando Donovan la regrabó para un episodio de la serie de animación Futurama.
En marzo de 1969 se publica un recopilatorio titulado Donovan's Greatest Hits que incluía numerosas canciones que sólo habían sido publicado como sencillos, como Epistle To Dippy, There Is A Mountain y Lalena. El álbum alcanzó el puesto n.º 4 en Estados Unidos y se convertiría con el tiempo en el más vendido de su carrera, alcalzando el millón de ventas y permaneciendo en las listas de Billboard durante todo el año.
Por aquel entonces, la relación entre Donovan y su productor, Mickie Most había empeorado y hubo momentos de tensión durante la grabación del álbum Barabajagal (1969). ésta sería la última colaboración de Most con Donovan hasta el álbum de 1973 Cosmic Wheels.

## 1970-1975: Cambios
En Barabajagal (1969) la música de Donovan alcanza su sonido más definitivamente hippie. Después de este trabajo, el artista daría un cambio radical. Primero, agobiado por la presión de ser una estrella mundial, renuncia a las grandes giras y se refugia en su casa en los bosques ingleses. Se casa con su eterna musa Linda Lawrence(a la que tantas canciones había dedicado en sus mejores trabajos de los años sesenta), y crea una familia. Pero los cambios son también a nivel musical, con el magnífico Open Road (1970), un disco de corte decididamente rock, donde utiliza melodías celtas, dando al álbum un sonido muy personal. El álbum superaría en ventas al alnterior, alcanzando el puesto n.º 7 en Estados Unidos. Aun así, aquí se inicia un declive en las cifras de ventas, pero no en la faceta artística.
Tras un año sabático, en 1971 sorprende con la publicación de HMS Donovan, un extraordinario doble LP de canciones infantiles, en la línea de lo que ya había hecho en 1967 con el segundo LP del doble A Gift From a Flower to a Garden.
Sumergiéndose en la inmensidad de este trabajo, uno se puede encontrar desde poemas de Lewis Carroll hasta Thomas Hood, acompañados por las brillantes melodías de Donovan, utilizando básicamente su guitarra y su voz.
Este ambicioso y personalísimo trabajo dejó a más de uno confuso, y ni siquiera entró en las listas de ventas. Pero forma uno de los álbumes imprescindibles de la discografía del cantautor escocés.
En 1972 participa con la banda sonora en inglés de la película Hermano Sol, Hermana Luna  Brother Sun, Sister Moon dirigida por Franco Zeffirelli; basada en la vida de  San Francisco de Asís.
Dos años después, tras numerosas actuaciones en televisión y una gira por Japón (de la que saldría el álbum en directo Donovan In Japan, solo publicado en Japón y nunca editado en CD, una joya buscada por muchos fanes) Donovan vuelve a sorprender a todos con un álbum de glam-rock, Cosmic Wheels (1973), grabado con los músicos de la banda de Iggy Pop. y producido por Mickie Most, que trabajo para Donovan en sus discos de más éxito de los años sesenta. Para muchos, se trata de uno de los mejores trabajos de Donovan, donde el escocés deja totalmente atrás los sesenta y experimenta con sonidos más roqueros y contemporáneos para la época. El álbum alcanzó el puesto n.º 13 en los Estados Unidos, y el n.º 15 en Gran Bretaña.
Tras Cosmic Wheels, graba Essence to Essence (1974), y da otro cambio radical a su sonido. Si no fuera por la presencia de alguna canción de corte más rápido y alegre, como Operating Manual for Spaceship Earth, For Every Boy There Is a Girl o Lazy Daze, este álbum se podría considerar como de relajación. Hay claras referencias al acto de meditación en el budismo, como en There is An Ocean, Sailing Homeward (con Carole King) o Deathless Delight, donde Donovan canta como si estuviera inmerso de lleno en un ejercicio espiritual. Es el preludio de lo que compondrá, casi treinta años más tarde, en el álbum Sutras (1996), donde la temática central es budista. A pesar de su gran belleza, el álbum no entró en las listas de ventas.
Tras el fracaso de Essence To Essence, Donovan trató de recuperar el camino del éxito en las listas con el ambicioso álbum 7-Tease (1975), al que siguió una gran gira-espectáculo, similar a la célebre Rolling Thunder Revue de Bob Dylan. Pero ni una cosa ni otra llevó a buen puerto, y a pesar de que 7-Tease es un buen disco de pop-rock con claras referencias a los años sesenta, no entró en listas.

## 1976-1993: El letargo
7-Tease fue el último gran álbum de Donovan, pues durante los siguientes años solo saldrían a luz trabajos pobres y sin brillo, como Slow Down World (1976), un intento fallido de revitalizar la canción protesta; el salvable álbum titulado simplemente Donovan (1977); Neutrónica (1980) donde trata de acercarse a la música electrónica; Love Is Only Feeling (1981), y Lady Of The Stars (1983) donde desesperadamente hace revisiones de sus clásicos Sunshine Superman y Season Of The Witch y otras canciones mil veces intentadas. Debido a una mala gestión con su discográfica, el álbum Lady Of The Stars se editó y reeditó en CD por numerosas compañías y subsellos, cada edición con su título y carátula diferente (la mayoría presentó el disco como un 'Grandes Éxitos' y en la portada se muestra una foto del Donovan joven). Incluso el orden de las canciones varía dependiendo de la edición. En esta página Archivado el 29 de septiembre de 2006 en Wayback Machine. se muestran como ejemplo algunas ediciones y sus portadas.
Durante el resto de los años ochenta, Donovan desaparecería prácticamente del mundo discográfico y daría conciertos intermitentes para los nostálgicos y los viejos hippies. Hasta 1990 no volvería a aparecer un disco nuevo en las tiendas, con Donovan Rising, un recopilatorio de dieciocho canciones en directo grabadas entre 1982 y 1986. Al igual que con el álbum Lady Of The Stars, este disco se relanzó continuamente con otros títulos ('Catch The Wind', 'Donovan Live,', 'Greatest Hits', 'The Very Best' e incluso 'Unplugged'), diferente carátula, y variando el orden de las canciones. En ésta página Archivado el 29 de septiembre de 2006 en Wayback Machine. se reúnen más datos sobre estas engañosas reediciones.
En 1992 se publica Troubadour. The Definitive Collection, un doble CD que recopila lo mejor de Donovan e incluye, además de versiones originales, tomas alternativas, nuevas versiones, demos, y canciones inéditas. Solo un año después, se publica sólo en Japón un casete con canciones nuevas, titulado One Night In Time. Es curioso que la reaparición de Donovan con nuevas canciones, tras casi una década, solo viera la luz en Japón y en ese formato. Lo cierto es que no volvió a ver la luz en ninguna reedición y solo circula como material pirata para los coleccionistas. El álbum tiene un sonido de pop-rock similar al de sus últimos trabajos de los años ochenta.
Apenas un año después, Donovan recibe en su casa de Irlanda la visita de Rick Rubin, el reconocido productor de bandas como AC/DC, Red Hot Chili Peppers, Slayer, Tom Petty, Beastie Boys, Johnny Cash, etc. Rick le dice a Donovan que era un gran admirador suyo en los sesenta, y que tiene un proyecto para él. Así nace Sutras, y así nace el regreso del mejor Donovan.

## 1993 a la actualidad: el regreso
Donovan escribe casi un centenar de canciones durante todo un año, y Sutras se cocina lentamente entre 1993 y 1996. Es el mejor disco de Donovan en casi treinta años, y una magnífica demostración de los valores espirituales de Donovan. Plagado de referencias al budismo, de las aventuras a lugares extraordinaros y con a la meditación, a la naturaleza y al misticismo oriental, cargado de bellas melodías adornadas adecuadamente por el talento de Rick Rubin, Sutras sale a la luz el 14 de octubre de 1996, bajo un aluvión de críticas contradictorias.
Aunque no logra éxito comercial, Sutras es el retorno de Donovan al mundo discográfico, aunque no lanzaría un álbum de grabaciones nuevas hasta seis años más tarde, con el álbum de canciones infantiles Pied Piper donde no hace más que regrabar canciones ya utilizadas en álbumes de los años sesenta y en HMS Donovan.
Tras los lanzamientos de varios recopilatorios de canciones en directo y material de la época folk de temas ya publicados, en 2004 lanza bajo el pequeño sello Donovan Discs el breve álbum Sixty Four que reúne nueve canciones nunca antes publicadas, grabadas en 1964, cuando Donovan tenía dieciocho años. Son nueve canciones folk de sonido muy primitivo, similar al de Woody Guthrie o del Bob Dylan primerizo. En cualquier caso, un interesante documento para conocer al Donovan más joven.
Tras siete años sin canciones nuevas, en 2004 publica Beat Cafe, con nuevas composiciones, aunque también echó mano de viejos poemas y canciones, como Lord Of The Universe o Poorman's Sunshine que ya había grabado en las sesiones de su álbum de 1969 Barabajagal. En Beat Café Donovan hace un homenaje al movimiento beatnik y firma un disco de un sonido muy personal, con toques de folk, pop, rock, hasta rap y, sobre todo, jazz, en parte gracias al talento del bajista y viejo amigo de Donovan, Danny Thompson.
Tras las buenas críticas recibidas por Beat Café, Donovan regresaría a los escenarios, con nuevas giras a lo largo del mundo, revisitando sus clásicos y sus nuevas composiciones, y dando a conocer su obra. En 2018 actúa en Deyá (Mallorca) en la casa de Robert Graves.

## Discografía
- What's Bin Did and What's Bin Hid (1965)

- Fairytale (álbum) (1965)

- Sunshine Superman (1966)

- Mellow Yellow (1967)

- A Gift From a Flower to a Garden (1967)

- The Hurdy Gurdy Man (1968)

- Barabajagal (1968)

- Open Road (1970)

- HMS Donovan (1971)

- Cosmic Wheels (1973)

- Essence to Essence (1973)

- 7-Tease (1974)

- Slow Down World (1976)

- Donovan (álbum) (1977)

- Neutronica (1980)

- Love Is Only Feeling (1981)

- Lady of the Stars (1984)

- One Night in Time (1993)

- Sutras (álbum) (1996)

- Pied Piper (álbum) (2002)

- Sixty Four (2004)

- Brother Sun, Sister Moon (2004)

- Beat Cafe (2004)

- The Sensual Donovan (2012)

- Shadows of Blue (2013)